# Dypsis bosseri
Dypsis bosseri är en enhjärtbladig växtart som beskrevs av John Dransfield. Dypsis bosseri ingår i släktet Dypsis och familjen Arecaceae. IUCN kategoriserar arten globalt som starkt hotad. Inga underarter finns listade i Catalogue of Life.